# Эносис (футбольный клуб)
Футбольный клуб «Эносис» (греч. Ένωση Νέων Παραλιμνίου) — кипрский футбольный клуб из города Паралимни. Образован в 1936 году. Домашние матчи проводит на Городском стадионе имени Тасоса Марку.

## Достижения
- Серебряный призёр чемпионата Кипра: 1974/75
- Финалист Кубка Кипра: 1973/74, 1974/75, 1980/81, 1982/83
- Финалист Суперкубка Кипра: 1981, 1983

## Выступления в еврокубках
Данные на 9 октября 2013 года
| Сезон   | Турнир          | Раунд | Соперник       | 1 матч | 2 матч |
| ------- | --------------- | ----- | -------------- | ------ | ------ |
| 1975/76 | Кубок УЕФА      | 1Р    | Дуйсбург       | 1 : 7  | 2 : 3  |
| 1976/77 | Кубок УЕФА      | 1Р    | Кайзерслаутерн | 1 : 3  | 0 : 8  |
| 1981/82 | Кубок кубков    | 1Р    | Вашаш          | 1 : 0  | 0 : 8  |
| 1983/84 | Кубок кубков    | 1Р    | Беверен        | 2 : 4  | 1 : 3  |
| 2002    | Кубок Интертото | 1Р    | Брегенц        | 0 : 2  | 1 : 3  |

- Домашние игры выделены жирным шрифтом